# Mahamadou Nagida
Mahamadou Nagida, né le 28 juin 2005 à Douala, est un footballeur international camerounais qui évolue actuellement au poste de défenseur au Stade rennais FC.

## Biographie

### Carrière en club
Formé à l’académie Brasseries du Cameroun, il rejoint le Stade rennais FC à l’été 2023. Il signe un contrat de cinq ans avec le club breton. Il débute la saison 2023-2024 au sein de l'équipe réserve du club.
Il fait ses premiers pas en équipe première lors d’un match contre l’AS Monaco, avant d'enchaîner plusieurs apparitions en décembre 2023 et janvier 2024.
Le 21 janvier 2024, en 16e de finale de la Coupe de France face à l’Olympique de Marseille, il inscrit le neuvième tir au but de son équipe, permettant au Stade rennais de se qualifier pour les huitièmes de finale.
Le 15 février 2024, à l’occasion du match aller des huitièmes de finale de la Ligue Europa face à l’AC Milan, disputé à San Siro, il se blesse au genou. Cette blessure met un terme à sa saison 2023-2024,.

### Carrière en équipe nationale
En août 2023, Mahamadou Nagida remporte avec l'équipe du Cameroun des moins de 20 ans les Jeux de la Francophonie 2023, disputés en République démocratique du Congo,.
En mai 2025, Nagida est convoqué pour la première fois en sélection nationale du Cameroun par le sélectionneur Marc Brys, à l'occasion de deux rencontres amicales face à l'Ouganda et à la Guinée équatoriale.

## Statistiques détaillées

### En club
| Saison                | Club                  | Championnat           | Championnat | Championnat | Championnat | Coupe(s) nationale(s) | Coupe(s) nationale(s) | Coupe(s) nationale(s) | Compétition(s) continentale(s) | Compétition(s) continentale(s) | Compétition(s) continentale(s) | Compétition(s) continentale(s) | Total | Total | Total |
| Saison                | Club                  | Division              | M.          | B.          | P.d.        | M.                    | B.                    | P.d.                  | Comp.                          | M.                             | B.                             | P.d.                           | M.    | B.    | P.d.  |
| 2023-2024             | Stade rennais FC      | Ligue 1               | 3           | 0           | 0           | 2                     | 0                     | 0                     | C3                             | 3                              | 0                              | 0                              | 8     | 0     | 0     |
| 2024-2025             | Stade rennais FC      | Ligue 1               | 13          | 2           | 0           | 1                     | 0                     | 0                     | -                              | -                              | -                              | -                              | 14    | 2     | 0     |
| 2025-2026             | Stade rennais FC      | Ligue 1               | 1           | 0           | 0           | -                     | -                     | -                     | -                              | -                              | -                              | -                              | 1     | 0     | 0     |
| Total sur la carrière | Total sur la carrière | Total sur la carrière | 17          | 2           | 0           | 3                     | 0                     | 0                     | -                              | 3                              | 0                              | 0                              | 23    | 2     | 0     |

### En sélection nationale
| Années                | Sélection             | Phases finales        | Phases finales | Phases finales | Phases finales | Éliminatoires | Éliminatoires | Éliminatoires | Éliminatoires | Amicaux | Amicaux | Amicaux | Total | Total | Total |
| Années                | Sélection             | Comp.                 | M.             | B.             | P.d.           | Comp.         | M.            | B.            | P.d.          | M.      | B.      | P.d.    | M.    | B.    | P.d.  |
| --------------------- | --------------------- | --------------------- | -------------- | -------------- | -------------- | ------------- | ------------- | ------------- | ------------- | ------- | ------- | ------- | ----- | ----- | ----- |
| 2025                  | Cameroun              | -                     | -              | -              | -              | CdM           | -             | -             | -             | 2       | 0       | 1       | 2     | 0     | 1     |
| Total sur la carrière | Total sur la carrière | Total sur la carrière | 0              | 0              | 0              | -             | 0             | 0             | 0             | 2       | 0       | 1       | 2     | 0     | 1     |

Le tableau suivant liste les rencontres de l'équipe du Cameroun dans lesquelles Mahamadou Nagida a été sélectionné depuis le 6 juin 2025 jusqu'à présent :

## Palmarès
Avec la sélection nationale, il remporte les Jeux de la Francophonie en 2023.
| Cameroun -20 ans (1)                                |
| --------------------------------------------------- |
| - Jeux de la Francophonie (1) : - Vainqueur : 2023. |